# Nesozineus marmoratus
Nesozineus marmoratus là một loài bọ cánh cứng trong họ Cerambycidae.